# Bibliotecari integrat
El bibliotecari integrat o embedded librarian (en anglès) és una persona que s'assigna i es dedica a un grup de treball concret, divisió, o departament, formant part de l'equip. Aquests aporten una consciència única de la importància de la informació, el coneixement i l'habilitat per aplicar-los i millorar el rendiment del grup. A més, construeixen relacions i participen en múltiples interaccions amb els diferents grups d’usuaris.
Aquestes interaccions els proporcionen un coneixement íntim de la feina de cada grup i dels reptes relacionats, ja que participen regularment a les reunions de treball dels seus usuaris i es reuneixen amb tots els membres del grup -sigui quin sigui el seu lloc en l'organigrama de treball- per discutir reptes i solucions, els bibliotecaris han d'estar totalment immersos en el treball de l'usuari.
L'expressió "bibliotecaris integrats" situa un bibliotecari enmig del lloc on ha d'ensenyar l'usuari les habilitats d'investigació sempre que sigui necessària la seva instrucció, als col·legis i universitats, on hi són aquests usuaris, a l’aula física o virtual. En els sectors de recerca o especialitzats es troben al laboratori de recerca o al despatx, en hospitals estan amb metges i infermeres. Així doncs, poden participar en diferents sectors: com el claustre del professorat, comitès de planificació estratègica, participació en el disseny d’espais/campus, col·laboració amb la investigació del professorat, etc.
Tot i que poden estar ubicats físicament en diferents llocs, normalment formen part dels anomenats Serveis de biblioteques integrats. Els autors de Models of Embedded Librarianship Final Report Prepared under the Special Libraries Association Research Grant presenten una sèrie de passos en la gestió bibliotecària sota el nom "Cicle virtuós per a Serveis de biblioteques integrats”: un model d’acció de gestió per desenvolupar i mantenir un model de servei prometedor i aconseguir així un posicionament estratègic dels serveis d'informació en el lloc de treball.
Les fases són les següents: 
1. Contractar personal que pugui construir relacions
2. Que aprenguin el funcionament l'organització i domini temàtic de la col·lecció
3. Potenciar els bibliotecaris integrats a ser actius per oferir els diferents serveis als usuaris als quals hi tenen dret.
4. Construir aliances, gestionar i comunicar-se amb el client/usuari.
5. Suport al treball dels bibliotecaris: 
  1. Retorn i suport de les diferents opinions afavorint el diàleg entre bibliotecaris
  2. Promocions de treball pels bibliotecaris compromesos
  3. Avaluació sistemàtica del treball.[3]

## Activitats que realitzen
1. Intervenció activa en tot el procés de publicació d’articles i treballs científics (gestió de prestadors, preparació de preprints / postprints, enviament de manuscrits, traducció, etc.).
2. Difusió de les publicacions, resultats i objectes digitals del grup a través d’internet (difusió a la web 2.0, porta en accés obert dels treballs, gestió del lloc web, etc.).
3. Organització i conservació efectiva dels discos duros dels investigadors i altres materials del grup (compartició de dades i curació, polítiques de conservació de les dades, creació de wikis, etc.).
4. Coneixement i gestió de les múltiples plataformes que utilitzen els investigadors (de revistes en línia, d’agències avaluadores, de sistemes de gestió curricular, de sol·licitud de projectes, etc.).
5. Gestió de la visibilitat i l’impacte del grup (informes bibliomètrics, assessorament per a sexennis o acreditacions, polítiques de publicació).[4]

## Diferències amb el bibliotecari tradicional
El bibliotecari integrat sorgeix, de la necessitat de crear nous perfils professionals en l’àmbit de la biblioteca universitària derivats del canvi tecnològic. Aquest perfil, però, no és l’únic. Shumaker parla de quatre perfils més tot i que cadascun d’ells té característiques comunes a les del bibliotecari integrat. Aquests perfils són:
- Virtual librarian: bibliotecari virtual o accessible per accés remot
- Roving librarian: bibliotecari itinerant accessible a altres llocs diferents de la biblioteca com el bar, els departaments, etc.
- Personal librarian: bibliotecari-tutor assignat als alumnes de 1r curs universitari
- Consulting librarian: centrat en un equip de treball.

Shumaker fa la distinció entre tots ells atès que considera a l'embedded librarian aquell que està totalment integrat en els equips de recerca.
Comparació:
| Bibliotecari Tradicional                                                                                       | Bibliotecari Integrat |
| --- | --- |
| Reactiu - Espera a ser demanat                                                                                 | Proactiu - S'anticipa a les necessitats |
| Servei individualitzat - Un usuari rere l'altre                                                                | Grup de col·laboradors - Grups de recerca - Departaments - Estudiants d'un equip per a un projecte - Estudiants en una classe                       |
| Estandarditzat - La finalitat és la de donar el mateix servei a tothom.                                        | Personalitzat - Equips diversos amb necessitats diferents - La flexibilitat és essencial                                                            |
| Transaccions individuals - Les transaccions es mesuren en serveis de referència prestats                       | Projecte amb continuïtat - L'èmfasi canvia de la transacció al projecte - Tot com a integrant d'un flux de treball, no com un element extern i aliè |
| Servei - Tradicionalment s'ha donat importància al servei, a la seva prestació, al bon tracte a l'usuari, etc. | Associació - Transcendeixen als prestadors de serveis en tant que són socis-col·laboradors d'un grup                                                |
| Substituible - Tots poden presentar els serveis que prèviament han estat estandarditzats                       | Insubstituible - Com a soci d'un grup, que coneix i comparteix els seus objectius, etc., és insubtstituible per un altre                            |